# جوش توماس (عازف قيثارة)
جوش توماس (بالإنجليزية: Josh Thomas)‏ هو عازف قيثارة أسترالي، ولد في 1970.

## وصلات خارجية
- الموقع الرسمي